# Supertanker
Pod pojmom supertanker (VLCC – Very Large Crude Carriers) podrazumijeva se klasa tankera čija je ukupna nosivost nosivosti su od 160 000 do 400 000 tona a po drugim kriterijima od 180 000 do 320 000 dwt. Prevoze isključivo sirovu naftu.
Mogu proći kroz Sueski kanal zbog čega ih se dosta koristi u Sredozemlju, zapadnoj Africi i Sjevernom moru. Dimenzije mogu biti do 470 m dužine, širine do 60 m i gaza od 20 m, a standardna veličine je u rasponu od 300 do 330 m dužine, 58 m širine i 31 m u dubinu.
Stariji supertankeri su bili s jednostrukom oplatom (između prevožene nafte i mora bila je samo čelična oplata i u slučaju proboja oplate nafta bi iscurila van).
U novije vrijeme svi supertankeri se izgrađuju s dvostrukom oplatom (nafta se nalazi u spremnicima koji su od mora odvojeni još jednom oplatom i na taj način se povećava sigurnost od istjecanja nafte u more u slučaju proboja oplate broda, nafta u tom slučaju ostaje zaštićena drugom oplatom). Prostor između oplata broda u trenucima kada se ne prevozi nafta služi za ukrcaj balastnih voda koje daju stabilnost praznom brodu.
Supertankere se koristi u prijevozu nafte iz Perzijskog zaljeva u Europu, ostatak Azije i Sjevernu Ameriku.
Vidi
- Globtik Tokyo
- Knock Nevis - najduži tanker na svijetu
- Hellespont Fairfax - najduži tanker s duplom oplatom
- MV Sirius Star - supertanker kojeg su u studenom 2008. oteli somalijski pirati, zajedno s posadom, u čijem sastavu je bilo i hrvatskih državljana.